# ماتیا سارکیچ
ماتیا سارکیچ (۲۲ ژوئیه ۱۹۹۷ – ۱۵ ژوئن ۲۰۲۴) بازیکن فوتبال اهل مونته‌نگرو بود.‌ از باشگاه‌هایی که در آن بازی کرده‌است می‌توان به استراتفورد تاون، ویگان اتلتیک، لیوینگستون، ولورهمپتون، استون ویلا، هاوانت و واترلوویل و شروزبری تاون ، بیرمنگام سیتی، استوک سیتی و میلوال لندن اشاره کرد.
وی همچنین در تیم‌های ملی فوتبال زیر ۱۵ سال، زیر ۱۹ سال و زیر ۲۱ سال مونته‌نگرو و همچنین بزرگسالان مونته‌نگرو بازی کرده‌است.
ماتیا که در آخرین بازی‌اش برای تیم ملی مونته‌نگرو بهترین بازیکن زمین شده بود و ناگهان ساعت ۶ صبح به بیمارستان رفت و از دنیا رفت.   

## زندگی شخصی
سارکیچ در انگلستان، در گریمزبی، لینکلن شایر به دنیا آمد. پدرش، بویان سارکیچ، یک دیپلمات مونته‌نگرویی است که از اکتبر ۲۰۱۷، سفیر این کشور در اتحادیه اروپا بود.
ماتیا یک برادر دوقلو به نام اولیور سارکیچ دارد که در دوران حضورش در اندرلخت با او هم‌بازی بود.

## دوران ملی
در ۱۹ نوامبر ۲۰۱۹، او اولین بازی خود را برای تیم بزرگسالان مونته نگرو تحت هدایت فاروق هادژیبگیچ در برد دوستانه ۲–۰ مقابل تیم ملی فوتبال بلاروس انجام داد.
سارکیچ اولین بازی رقابتی خود را برای کشورش در مرحله مقدماتی جام جهانی فوتبال ۲۰۲۲ خارج از خانه مقابل هلند انجام داد که ۴–۰ پیروز شدند.